# Даниел Субашич
Даниел Субашич (на хърватски: Danijel Subašić) е бивш хърватски футболист, вратар.

## Кариера

### НК Задар
Субашич започва професионалната си кариера през сезон 2003/04 в НК Задар. След изпадането на Задар през 2004/05, Субашич е първи избор за вратарския пост във втора дивизия.

### Хайдук Сплит
През лятото на 2008 г. е даден под наем на Хайдук Сплит. През първата половина на сезон 2008/09 записва 18 мача и през зимната пауза е привлечен за постоянно. През пролетта записва още 13 мача. По-рано през същия сезон играе и 3 мача в квалификациите за Лига Европа.
През 2009/10 участва в 28 мача и печели купата на Хърватия. През сезон 2010/11 Хайдук се класира за Лига Европа, а Субашич играе в 20 мача през сезона.

### Монако
През януари 2012 г. преминава в Монако, който тогава играе в Лига 2. Взима участие в 17 мача, като дори вкарва гол от пряк свободен удар при победата с 2:1 над Булон. През новия сезон печели промоция за Лига 1. Пропуска само 3 мача на Монако. На 10 август 2013 г. е дебютният му мач в Лига 1 срещу Бордо. През сезон 2013/14 има четири чисти мрежи и 35 мача за клуба. На 8 февруари 2015 г. не допуска гол в 842 минути.

## Национален отбор
През 2006 г. играе в 6 мача от квалификациите за Европейското първенство до 21 г. На 14 ноември 2009 г. дебютира за първия отбор в контрола срещу Лихтенщайн, играна във Винковци и спечелена с 5:0 от хърватите. След като Стипе Плетикоса се отказва от националния през 2014 г., Субашич става първи избор за вратар.

## Отличия

### Хайдук Сплит
- Носител на Купата на Хърватия (1): 2010

### Монако
- Лига 2 (1): 2012/13